# Контрудар (фильм)
«Контрудар» — советский художественный фильм 1985 года в жанре военная драма. Режиссёр — Владимир Шевченко.

## Сюжет
В ноябре 1943 года, войска фронта под командованием генерала Ватутина глубоко вклинились в порядки противника на правом берегу Днепра. Получив приказ фюрера сбросить Ватутина в Днепр, гитлеровцы под командой фельдмаршала Манштейна начинают наступление. Через Днепр нет постоянных мостов, и подход резервов к советскому фронту затруднён, а к гитлеровцам на помощь приходят дивизии из Европы. Несмотря на неодобрение Ставки и лично верховного главнокомандующего Сталина, ведущего сложные переговоры об открытии второго фронта с союзниками в Тегеране, Ватутин приказывает перейти к обороне, а затем сдать Житомир и Брусилов. Сталин требует от Ватутина разбить Манштейна и направляет ему на замену Рокоссовского, но тот доверяет Ватутину и заявляет, что Ватутин разобьёт Манштейна. Гитлеровцы скрытно перебрасывают три танковые дивизии. Ватутин лично встречается с разведчиками, которые по его приказу добывают «языка». Исходя из полученной информации, командующий фронтом разгадывает план Манштейна по удару на Коростень и в свою очередь готовит своё массированное наступление. Ватутин лично приказывает провести операцию по дезинформации противника. Советские войска ведут радиоигру, имитируя сосредоточение войск, а адъютант Ватутина попадает в плен к немцам, имея при себе ложную оперативную штабную карту. Обманутый Манштейн перебрасывает войска, советские войска переходят в мощное наступление.

## В ролях
- Виктор Павлов — генерал армии Ватутин Николай Фёдорович
- Михаил Ульянов — маршал Жуков Георгий Константинович
- Геннадий Корольков — генерал-лейтенант Крайнюков
- Всеволод Платов — генерал-лейтенант Рыбалко
- Александр Денисов — генерал-лейтенант Боголюбов
- Олег Шкловский — полковник Драгунский
- Николай Бурляев — генерал-полковник Москаленко
- Александр Голобородько — генерал армии Рокоссовский
- Анатолий Хостикоев — генерал-лейтенант Черняховский
- Сергей Пономаренко — генерал-майор Епишев
- Гурам Пирцхалава — генерал-полковник Леселидзе
- Фёдор Шмаков — Трофимыч
- Валерий Свищев
- Вадим Кириленко — Анциферов
- Бекзод Хамраев — Рахимов
- Юрий Критенко — Кальченко
- Владимир Вихров — старлей
- Елена Шилкина — ефрейтор Лютик
- Борис Болдыревский — Аккуратов
- Владимир Мазур — старшина Пылып
- Георгий Дворников — кинооператор
- Харий Лиепиньш — генерал-фельдмаршал Манштейн
- Паул Буткевич — генерал-полковник Раус
- Валерий Потапенко — генерал-лейтенант Буссе
- Улдис Думпис — Вольф-Гуттгер
- Геннадий Болотов — полковник интендантской службы
- Сергей Дворецкий
- Алексей Колесник
- Василий Корзун
- Янис Мелдерис
- Александр Мовчан
- Юрий Мысенков
- Вилорий Пащенко
- Сергей Сибель
- Игорь Черницкий
- Валентин Черняк
- Леонид Яновский